# كازويوشي أكياما
كازويوشي أكياما (باليابانية: 秋山和慶؛ بالكانا: あきやま かずよし مواليد (2 يناير 1941 – 26 يناير 2025) هو موزع ياباني، ولد في 2 يناير 1941 في طوكيو في اليابان.

## وصلات خارجية
- كازويوشي أكياما على موقع IMDb (الإنجليزية)
- كازويوشي أكياما على موقع ميوزك برينز (الإنجليزية)
- كازويوشي أكياما على موقع أول ميوزيك (الإنجليزية)
- كازويوشي أكياما على موقع ديسكوغز (الإنجليزية)